# Дзерович Іполіт
Іполіт Дзерович (1815 — 19 грудня 1904, Рогатин) — український греко-католицький священник, громадсько-політичний діяч. Парох містечок Бібрка (нині Перемишлянський район на Львівщині), пізніше Рогатина. Посол Галицького сейму у 1861–1869 роках.

## Життєпис
Посол Галицького сейму двох каденцій (1861–1866, 1867–1869), обраний в окрузі Бібрка — Ходорів. Обраний від IV курії, входив до складу «Руського клубу». 1870 року вибори програв.
Депутат Бібрської повітової ради (з 1867). Згодом був парохом Рогатина.
На північній стіні центральної нави Церкви Святого Духа в Рогатині знайшов напис, який зазначав роком побудови храму 1598-й.
29 листопада 1897 приймав делегацію з нагоди відкриття 43-кілометрової лінії залізниці Ходорів-Підвисоке 
Помер 19 грудня 1904.